# Lost Maria -名もなき花-
- Lost Maria 〜名もなき花〜

『Lost Maria -名もなき花-』（ロストマリア なもなきはな）は、ImCyan-アイムシアン-（受賞当時のペンネームはロヴァ）によって制作されたRPGツクール2000製のホラーゲーム。文明崩壊後の世界を舞台とするロールプレイングゲームであり、『テックウィンDVD』2005年7月号のコンテストパークにおいて金賞を受賞した作品である。最新版のver.1.20がベクターにおいてフリーウェアとして公開されている。

## ストーリー
（出典：）
「王都」と呼ばれる都市国家が治め、一年中雪が降る辺境の町ノーザンファクトリア13区（NF-13区）を舞台とする。街外れに位置するベオルブ邸は、資産家グレッグ＝ベオルブの豪邸であったが2ヶ月前に「亡霊」が現れて騒ぎとなる。それ以来多くのエクソシストが建物へと入ったが解決には至らず、居住者も失踪しベオルブ邸は廃墟と化した。さらに「呪い」によってアイテム屋ボブの妻リベッタが死亡してしまう。主人公である神父のノアとエクソシストのロッド＝クリスフォードは、事態を収拾するためそれぞれベオルブ邸へと向かうことになる。なお本作はマルチエンディング形式の作品であり、ノアやロッドが途中で死亡することで到達するエンディングも用意されている。

## システム
（出典：）
主人公ノアを含むプレイヤーキャラクターはそれぞれ別行動となるが、「ザッピング」を選択することによって操作するキャラクターを変えることができる。ゲーム序盤ではノアとロッドの二人を操作でき、後半になると盗賊のシャンテ＝ジュナイブもザッピング可能となる。ノアは特殊能力として調合のスキルをもち、シャンテはピッキングができるなど、キャラクターごとに異なる特徴がある。
敵とのバトルが発生した際、そのフロアに複数のキャラクターが揃っていると、援護キャラとして他のキャラクターを二人まで戦闘に参加させることができる。援護キャラは銃器による攻撃や、回復アイテムである薬草を交戦中のキャラクターに使用することができる。そして戦闘中にザッピングを選択し、交戦するキャラクターを交代させることも可能となっている。また本作には経験値という概念は存在せず、バトルによって敵の死肉である「食料」を入手し、それを消費することによってキャラクターの能力値を上げることができる。
店で販売されているアイテムは購入できる数に制限があり、「投資」として店に所持金のゴールド（Ｇ）を支払うことによって仕入れを依頼することができる。なお戦闘で敵を倒して獲得したゴールドは、複数のキャラクターが戦闘に参加していた場合はそれぞれに分配される。

## 制作背景
（出典：）
作者であるImCyan-アイムシアン-は、「愛と殺意のRPG」という主題のもとでシナリオを作ったと述べており、「心に冷たく突き刺さるような人間の寂寥感や嫉妬心を表現しようと試みた」としている。また「ホラーRPGは敵を倒すと面白くなくなってしまうが、敵と戦って勝つホラーRPGを作りたかった」とも述べている。そして「それぞれの主人公達が抱える想いをストーリーに盛り込んだことで、各キャラクターのメンタルな部分が強く描かれた」作品になったとしている。
公式サイトによると、本作の制作期間は2003年10月26日から2005年2月26日にかけてである。また、2005年6月26日から同じ世界を舞台とするファンタジーRPG『Classic Inferno -Lost Maria 2-』の制作を開始したと紹介ページにあるが、2006年以降は更新されていない。但し2015年の作品『FantasicReverie』について、『Lost Maria』のような雰囲気を目指しており「10年前ぐらいに作ったゲームの世界観を踏襲しているので、作りやすかった方」であると述べている。

## 評価
（出典：）
テックウィンコンテストパークでは、「オープニングからして雰囲気がいい」と評されており、キャラクターの台詞や動作から効果音やBGMに至るまで「緻密に作り込まれて」おり、「演出に対する作者の強いこだわり」が感じとれるとされている。そして「マルチエンディングやザッピング機能など多彩なシステムを意欲的に導入している」点についても評価され、完成度の高い作品とされている。
『次世代フリーゲームの殿堂』（英和出版社）では、「世界観を重視した暗いグラフィック」の作品であり、ザッピングシステムのほか「不気味なイラストなど、統一感のある雰囲気もよい」と評されている。闘会議2015の「自作ゲームエリア持込相談所」では、ツクールシリーズの開発者である一之瀬裕之に本作のドット絵が評価されたという。